# Лисовский, Александр Юзеф
Алекса́ндр Ю́зеф Лисо́вский (пол. Aleksander Józef Lisowski; 1580 — 11 октября 1616) — литовский шляхтич, в честь которого названы возглавляемые им отряды лёгкой кавалерии («лисовчики») в период Смутного времени на территории Русского царства. Отмечается его негативная роль в истории России.

## Ранние годы
Родился в районе Вильны. Учился в виленской иезуитской школе. Военную карьеру начал в войске валашского господаря Михая Храброго, но после вторжения войск Речи Посполитой в 1600 году присоединился к ним. В 1604 году проявляет неповиновение короне, но находит службу в войске каштеляна Януша Раздзивилла.

## На службе у Лжедмитрия II
Участвовал в рокоше 1607 года, за что был объявлен польским королём вне закона. Тогда Лисовский с 600 бойцами ушел в Россию, где поддержал Лжедмитрия II. В Стародубе он получил чин полковника, а его отряд значительно пополнился русскими людьми.
Батько Лисовчик — так назвали казаки своего предводителя — был суров, но справедлив, любое неподчинение карал смертью. Его отряды были спаяны железной дисциплиной и поэтому были непобедимы. Он не признавал обозы, пушки и тяжелую амуницию, предпочитая силой отнимать это у врагов и прочего населения. Он создал особый вид войск — легкую кавалерию, способную на фантастические для того времени марш-броски. Он был первым, кто ввёл на территории России тактику партизанских боевых действий, характеризующуюся внезапными налетами на противника и столь же быстрым отходом в случае неудачи. Скрытность передвижения обеспечивалась убийством всех, кто попадался на пути.
В марте 1608 года Лисовский предпринял рейд по рязанским землям (где к нему присоединились остатки болотниковцев) и одержал первую крупную победу, разбив в Зарайской битве царскую армию. Вскоре, однако, Лисовский потерпел поражение в битве у Медвежьего брода и с трудом прорвался в Тушинский лагерь.
Здесь начали проявляться особенности поведения подчинённых Лисовскому отрядов. Они неохотно вступали в открытый бой с полноценным войском, зато преуспевали в грабеже городов и монастырей и «битвах» с крестьянами. Очевидцы отмечали особую жестокость Лисовского, который на непокорной территории не давал пощады ни женщинам, ни детям, оставляя после себя пустыню.
После прибытия в Тушинский лагерь Лисовский совместно с Яном-Петром Павловичем Сапегой принял участие в начавшейся в сентябре осаде Троицкого монастыря. 17 февраля 1609 года отряд Лисовского в 2 тысячи бойцов пришёл в Суздаль, занял города Шуя и Плёс, а в начале апреля безуспешно пытался взять Владимир. 30 апреля Лисовский подошел к Ярославлю, совместно с «тушинцами» пытался захватить город, но потерпел неудачу и отступил. 26 мая его отряд захватил и сжёг Кинешму, а затем аналогично поступил с Юрьевцем. Однако все попытки переправиться на левый берег, чтобы деблокировать Ипатьевский монастырь в Костроме, осаждаемый верными Шуйскому сибирскими и архангельскими стрельцами во главе с Давыдом Жеребцовым, оказались неудачными. У Решмы тушинцы были разбиты «наплавной ратью» боярина Фёдора Шереметева (хотя самому Лисовскому удалось разбить на левом берегу авангард Шереметева и взять в плен воеводу Беляя Ноговицына).
Вернувшемуся на правый берег Лисовскому не удалось подавить все правобережные очаги земского сопротивления. Он вновь присоединился к осаде Троицкого монастыря, а затем выступил в составе войска интервентов под Калязин, в котором стояло формирующееся войско Скопина-Шуйского. Его отряд участвовал в битве под Калязином, а затем вновь вернулся под Троицкий монастырь. Оттуда он был отправлен в Ростов для обороны города от возможного наступления Скопина-Шуйского. Когда стало понятно, что Скопин-Шуйский направляется в Переславль-Залесский, Лисовский попытался опередить его, но безуспешно. На фоне триумфа Скопина-Шуйского по снятию Троицкой осады, Лисовский отступил в Суздаль и заперся в нём, оказавшись отрезанным от Тушинского лагеря.

## На службе у Сигизмунда III
После официального вступления в войну с Россией Речи Посполитой, Лисовский перешёл на сторону короля Сигизмунда III. Весной 1610 года он начал прорыв в западном направлении. Сначала он разграбил Ростов и 2 мая вышел к Калязинскому монастырю, где неожиданным ударом разгромил гарнизон Давыда Жеребцова. Далее Лисовский подступил к Твери, подошёл к Торопцу и вышел к Великим Лукам. Затем он со своими отрядами двинулся к Пскову, сохранявшему на тот момент верность Лжедмитрию II. Лисовский выступил против шведов, осаждавших Ивангород, проиграл Эверту Горну сражение под Ямом, однако в конечном счёте внёс раскол в ряды шведов и добился их временного ухода с Псковской земли.
После отказа псковичей присягать королевичу Владиславу и поддержки ими Лжедмитрия III, развернул против них военную деятельность. Обосновавшись в крепости Воронич, он совершал набеги на псковские земли. Осенью 1611 года с Лисовского была официально снята прежняя «инфамия». Зимой 1611/1612 годов Лисовский, находясь под покровительством Ходкевича, совершал неоднократные набеги на удерживаемую шведами Новгородскую землю. В апреле 1612 года захватил крепость Заволочье, сделав её своей новой оперативной базой и продолжая разорение Псковской и Новгородской земель. Из Заволочья он был выбит неожиданным ударом русских войск из Опочки и Себежа в июне 1613 года, потеряв почти всё награбленное имущество.
Вслед за этими событиями Лисовский принял предложение полоцкой шляхты и вступил в должность поветового ротмистра. В 1614 году успешно воевал под Смоленском. За это ему был присвоен титул полковника Его Королевского Величества и выдан патент на формирование нового полка, вскоре получившего известность под названием «лисовчики».

### Рейд Лисовского
В 1615 году во главе большого отряда (2 тыс. солдат) совершил набег на территорию России. Поход планировался как отвлекающий от Смоленска. Весной он 11 недель безуспешно осаждал Брянск, а 19 июня захватил Карачев и Орёл. 6 сентября в Орловском бою Лисовский разбил авангард войск князя Пожарского, но не смог преодолеть его полевые укрепления. Затем Лисовский захватил Болхов, Белёв, подступил к Лихвину (но местный гарнизон смог отсидеться за укреплениями), взял Перемышль. В ноябре он уже стоял под Ржевом, где несколько недель осаждал отряд боярина Фёдора Шереметева, шедшего на помощь осаждённому Пскову.
За данный рейд Лисовский был удостоен аудиенции у короля и получил 10 тысяч флоринов на подготовку нового похода.

## Смерть
Собрав войско под Гомелем, Лисовский осенью 1616 года выступил к Стародубу, похваляясь вновь погромить Русское государство, однако в Комарицкой волости внезапно упал с коня и умер. После его смерти управление его отрядом перешло к Станиславу Чаплинскому.
Лисовский не оставил после себя ни потомства, ни значимой собственности. Его имя в Речи Посполитой ещё долго оставалось символом неуловимости и непобедимости.